# Stipan Medvidović
Stipan Medvidović (Lokvičići, 15. travnja 1948.) je hrvatski pjesnik iz Žrnovnice. Umirovljeni je pukovnik HV-a. Po struci je diplomirani ekonomist.
U Splitu je završio srednju školu. Hrvatski je dragovoljac Domovinskog rata. 
Sudionik je Večeri domoljubnog pjesništva u Podstrani Mate Buljubašić i prijatelji, Večeri Domoljubne Poezije na Dugoratskom ljetu, pjesničkim susretima u Rešetarima.

## Djela
Objavio je zbirke pjesama:
- Da se upoznamo, 1979.
- Ti i ja, 1982.
- Na krilima leptira, 1983.
- Leptir olovnih krila, 1985.
- Skrivene stope, 1992.
- U krvavoj pjeni, 1994.
- Tragovi vremena, 2003.
- Trag, 2010.

Povijest mjesta Berenovca u Lokvičićima:
- Povratak zavičaja, 2011. (zajedno sa suprugom Mirjanom)

Pjesme su mu zastupljene u antologiji Naša velečasna maslina prireditelja Mladena Vukovića, objavljene 2006. godine, antologiji Imotska nova lirika : (pjesništvo XX. stoljeća prireditelja Ivice Šušića i Mladena Vukovića, antologiji Haiku u Dalmaciji prireditelja Zlatka Ivana Jurasa, u zbornicima s pjesničkih susreta u Rešetarima Domovinski smiješak u letu vremena od 2005., Dodiri, odlasci od 2006., Odbljesci kruga od 2007., Slovom i snom od 2009., Preobrazba zrna' od 2010. godine, O zemlji i zanovijeti od 2011., Vez porubljen snom i zavičajem u izboru Stjepana Blažetina, Ivana Slišurića, Đure Vidmarovića, urednika Ivana de Ville, te u zbornicima Večeri domoljubne poezije s Dugoratskog ljeta.